# 趙承洙
趙 承洙（チョ・スンス、조승수、1963年1月22日 - ）は、韓国の政治家。蔚山北区選出の第18代国会議員（統合進歩党）。蔚山出身、本貫は咸安趙氏。
2004年、民主労働党から17代国会議員に当選したものの、事前選挙運動の容疑で、2005年9月29日、議員職を剥奪された。その後、民主労働党を離党し、進歩新党の結成を主導した。4・29補欠選挙にて進歩新党の公薦で蔚山北区から再出馬し、当選した。その後、2010年10月15日に行われた臨時党大会にて行われた党代表団選挙で第三期の党代表に選出された。

## 人物・来歴
1996年、東国大学校生命資源経済学科を卒業。元来1981年に入学していたが、1982年、全斗煥軍事独裁政権を打倒するとの内容の学内デモを主導したため、除籍された。彼はこのために拘束・収監され、1983年8月に出所した。その後、蔚山で労働運動を展開し、1986年10月、国家保安法違反で再び拘束され、1987年9月に出所した。彼は出所すると、蔚山に「新しい夜明け書店」という社会科学専門書店を開いた。
1989年、現在は現代重工業に統合された、現代エンジンの従業員に対するテロ事件が発生した。趙承洙は、この事件に関与したとして国家保安法違反で2年余りの獄中生活を送った。新しい夜明け書店では、当時ペンネームで活動していたが、ファン・グァンウの著作を販売しており、捜査の過程で労働組合員が新しい夜明け書店でファン・グァンウの著作を購入したことが発覚し、とんでもない書店だと非難の嵐になった。
1991年からは民衆党に参加し、活動した。この経験は、以後1993年までに始めた「進歩政党推進委員会」活動の基盤となった。
1994年からは、環境運動に関心を抱き始め、1995年に蔚山北区から市議会議員に当選した後、蔚山環境運動連合の責任室長を務め、参与連帯蔚山支部共同代表も勤めた。
1998年には、無所属で蔚山北区長に当選し、「全国最年少基礎団体長」という別名を得た。
2004年に実施された第17代総選挙で、蔚山北区から出馬し、ユンドゥファン候補を7000票差余りで破った。しかし、区の懸案であった飲食物処理施設と関連して署名運動に参加したことで、2005年に事前運動の疑いで中央選挙管理委員会から告発され、2005年9月29日、大法院で判決が確定し、議員職を剥奪された。趙承洙側は、これについて、「選挙運動ではない。地域の世論の動向を把握しようとしたまでで、金品の受け渡しなどの違法行為は一切なかった。進歩政党弾圧の一環だ」と主張した。民主労働党と同僚議員は、趙承洙を救援する嘆願運動を行ったが、議員職を回復することはできなかった。
その後は民主労働党を去り、進歩新党で活動していた。2009年の蔚山北区国会議員再選挙で、民主労働党との候補一本化に成功し、進歩陣営単一候補として出馬し、4月29日当選した。
2010年10月の党大会で党代表に就任後、かつて袂を分かった民労党を含めた新しい進歩政党建設に動き出した。しかし核開発や3世代権力世襲などの北朝鮮問題において、進歩新党が民労党側に譲歩することになったため、党幹部や党員から強い反発があがった。紆余曲折を経て、2011年9月25日に統合進歩政党の創党大会を開催することで合意したものの、9月4日に行われた党大会において民労党との合党案への賛成票が成立に必要な3分の2に満たず否決されたことで、民労党との合党議論は解消されることとなった。統合が解消されたことを責任をとって趙承洙代表は、党大会の翌9月5日に代表を辞任することを表明した。
代表辞任後、沈相奵など共に進歩新党を離党して統合進歩党に参加したが、2012年4月に予定されている第19代総選挙の野党統一候補を決定する予備選挙で民主統合党候補に敗れた。
2014年6月の第6回全国同時地方選挙では、正義党から蔚山市長選挙に出馬、統合進歩党や新政治民主連合の支援も受けたが、セヌリ党候補の金起炫に大差で敗れた。
2019年9月には蔚山市内で飲酒運転により追突事故を起こし、追突されたタクシーの運転手を負傷させたため、警察に立件された。なお、2003年にも飲酒運転と無免許運転で処罰を受けたことがある。

## 略歴
- 1993年 - 進歩政党推進委員会で活動（ - 1995年）
- 1995年 - 蔚山参与連帯共同代表（ - 1998年）
- 1998年 - 蔚山広域市北区長（ - 2002年）
- 2008年 - エネルギー政治センター所長
- 2009年4月 - 第18代国会議員（蔚山北区、 - 2012年）
- 2010年10月 - 第三期党代表（ - 2011年9月）

## エピソード
進歩派ではあるが、魯会燦、沈相奵と共に民衆民主派（PD派）に分類されており、「従北」に対しては批判的である。2007年当時、朝鮮日報のインタビューで「この間党を主導してきた民族解放派（NL派）の勢力は、北朝鮮に追従して北朝鮮式社会主義で統一することを至上課題と見なす行動を見せてきた」として、「この機会に民労党が親北勢力と決別しなければならない」と述べた。
2009年には衆議院議員の平岡秀夫と北朝鮮核問題などについて、京郷新聞の論説委員の司会の下で対談したことがある。